# The Beta Band
The Beta Band est un groupe écossais formé en 1996 par John Maclean, Richard Greentree, Steve Mason et Robin Jones.
Bénéficiant d'un grand succès critique, le groupe a rapidement atteint une popularité d'envergure internationale dès leur second album, avec le soutien de groupes comme Radiohead  (pour lesquels ils ont occupé quelques premières parties en tournée) et Oasis,. Leur style a été décrit comme un mélange inédit de folk, rock psychédélique, trip hop et hip-hop.

## Biographie
Formé en 1996 à Édimbourg par les musiciens Steve Mason (au chant et à la guitare) et Gordon Anderson (à la basse), le groupe s'appelle dans un premier temps The Pigeons. Mason et Anderson sont ensuite rejoints par le batteur Robin Jones et le multi-instrumentiste John Maclean (qui en plus d'être un joueur de claviers est aussi DJ). La formation se présente dès lors sous le nom The Beta Band.
Entre juillet 1997 et juillet 1998, le groupe publie trois eps, Champion Versions, The Patty Patty Sound et Los Amigos del Beta Bandidos, qui sont tous unaniment salués par la presse spécialisée,. Les douze chansons sorties durant cette période, paraissent ensuite sur la compilation The Three EPs, qui se retrouve classée dans le top dix des disques de l'année du site Pitchfork.
Leur premier album The Beta Band sort en 1999. Le groupe est alors salué par leurs pairs : les groupes Radiohead et Oasis font même savoir par voie de presse qu'ils aimeraient chacun de leur côté collaborer avec eux.
Le single To You Alone/Sequinsizer, paru l'année suivante en 2000, est couronné "disque de la semaine" par le NME. Musicalement, le groupe s'affranchit du schéma classique pop couplets/refrains pour s'aventurer vers des trames répétitives inspirées du krautrock. Les musiciens marient aussi les genres et expérimentent, incorporant dans leur musique des touches de hip-hop et autres samples divers.
En 2001, après la sortie de leur deuxième album Hot Shots II, Radiohead les invite à jouer en première partie de leurs concerts américains.
En 2004, The Beta Band publie leur dernier album studio Heroes to Zeros : un des titres, "Liquid Bird", est basé sur un sample du morceau Painted Bird de Siouxsie and the Banshees.
En août 2004, à la surprise de leurs fans, The Beta Band annonce leur séparation puis donne un dernier concert le 5 décembre 2004 dans leur ville d'origine, à Édimbourg. 
Le chanteur et guitariste Steve Mason débute ensuite une carrière solo sous l'appellation King Biscuit Time puis Black Affair, avant de se présenter enfin sous son propre nom. Robin Jones et John Maclean choisissent d'officier sous le nom The Aliens, avec l'ex-membre de Beta Band, Gordon Anderson (alias Lone Pigeon). Richard Greentree joue quant à lui avec le groupe The General and Duchess Collins.

## Discographie

### EP
- Champion Versions (1997)
- The Patty Patty Sound (1998)
- Los Amigos del Beta Bandidos (1998)

### Albums
- The Beta Band (1999) - #18 UK
- Hot Shots II (2001) - #13 UK, #200 US
- Heroes to Zeros (2004) - #18 UK

### Compilations
- The Three EPs (1998) - #35 UK
- The Best of The Beta Band - Music (2005)
- The Regal Years (1997-2004) (2013) (Coffret 6 cd inclus les albums & Ep originaux, live, demos, remixes,...)

### Singles
- "To You Alone"/"Sequinsizer" (Janvier 2000)
- "Broke"/"Won" (Juillet 2001) - #30 UK
- "Human Being" (Octobre 2001) - #41 UK
- "Squares" (Février 2002) - #42 UK
- "Assessment" (Avril 2004) - #51 UK
- "Out-Side" (Juillet 2004)

### Vidéo
- The Best of The Beta Band|The Best of The Beta Band - Film (DVD) (2005)